# Timucua
Los timucua eran una tribu amerindia que vivían en el noreste y centro-norte de Florida y sureste de Georgia. Fueron el grupo de indígenas más grande en el área y consistía en unos 35 cacicazgos, algunos de ellos de miles de individuos. Los timucua hablaban dialectos del idioma timucua. En el momento del contacto europeo, los hablantes de timucuan ocupaban aproximadamente 19.200 millas cuadradas (50.000 km2) en los actuales estados de Florida y Georgia, con una población estimada de 200 000 habitantes. Milanich señala que la densidad de población calculada a partir de esas cifras, 10,4 por milla cuadrada (4,0/km2), está cerca de las densidades de población calculadas por otros autores para las Bahamas y la Española en el momento del primer contacto europeo.
El nombre "Timucua" (registrado por los franceses como Thimogona, pero probablemente sea un error tipográfico de Thimogoua) proviene del exónimo utilizado por los Saturiwa (de lo que ahora es Jacksonville) para referirse a los Utina, otro grupo al oeste de St. Río Johns. Los españoles llegaron a utilizar el término de manera más amplia para otros pueblos de la zona. Con el tiempo se convirtió en el término común para todos los pueblos que hablaban lo que se conoce como timucuan.
Su nombre procedía de Atimoqua “señor o caudillo”, y también recibieron los nombres de atikmucua, tomoca y thinapoa. Formaban una confederación de tribus: timucua, potano, satuniba y otras.

## Localización

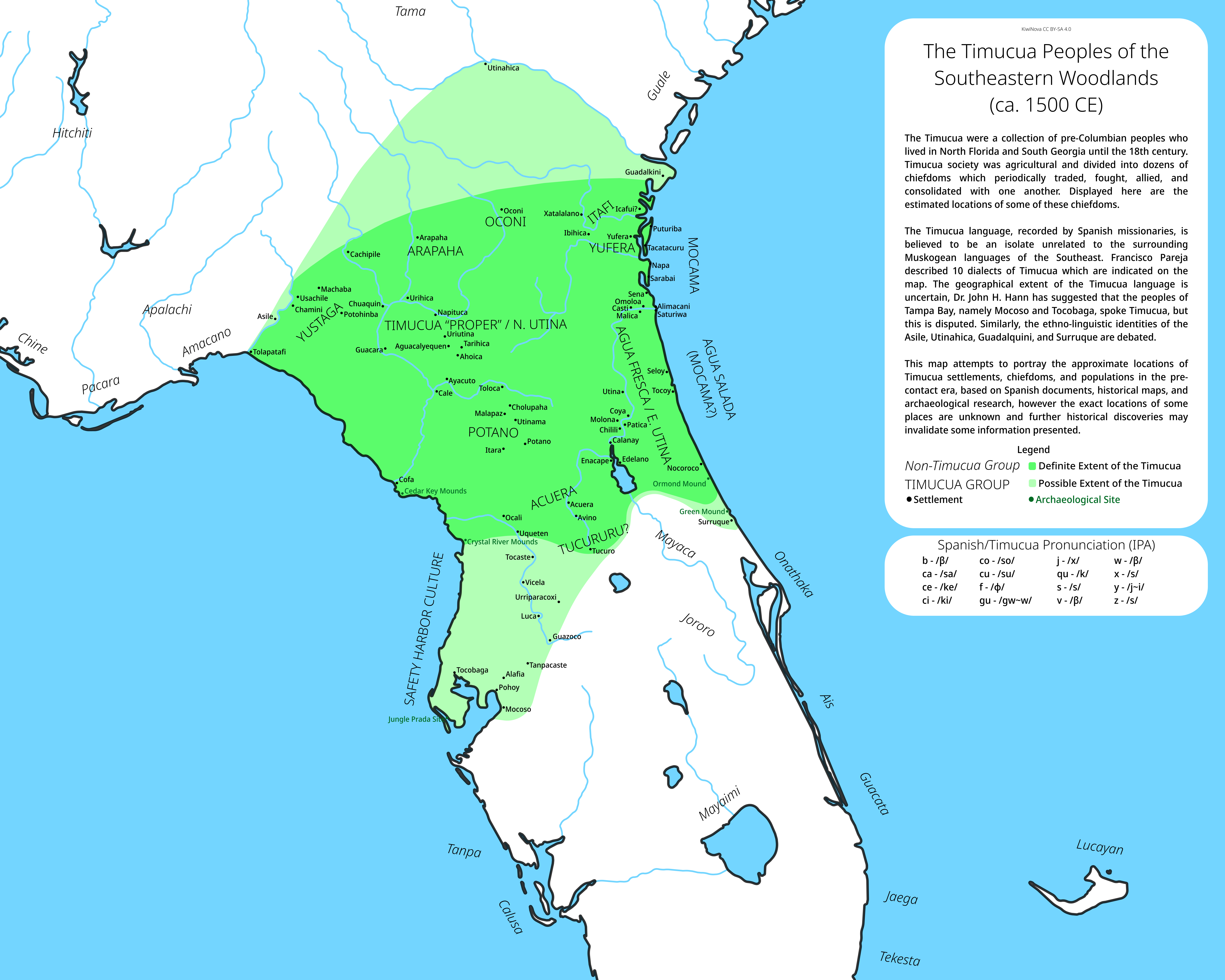
Región timucua

Vivían en cabo Cañaveral (Florida), y su territorio limitaba con la bahía de Tampa al sur, el río Santa María al norte y el río Ocilla al oeste. Eran vecinos de los calusas y de los ais.

## Demografía
Algunos cálculos dan un número de 200 000 antes de la llegada de los españoles en 1521. Posiblemente fueran 13 000 en 1650, de los cuales 6000 eran timucua y 4000 potano. Pero en 1703 sólo quedaban 136 en Florida. Según Sebeok los hablantes de lenguas de su grupo eran:
- Icafui, mocami, tacatacurri, tocobaga, extintas.
- Osochi, había 539 en Oklahoma en 1833.
- Pohoy, había 300 en Florida en 1680.
- Potano, había 170 en Florida en 1675.
- Satuniwa, había 600 en 1602 y fueron extinguidos en 1680
- Tawasa, había 240 en Florida en 1792.
- Utina, había 60 en Florida en 1725
- Yui, eran más de un millar en Florida y Georgia en 1602
- Yustaga, eran menos de un millar en Florida en 1675.

## Costumbres

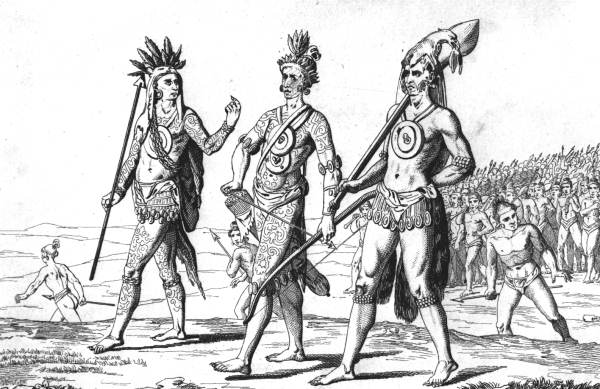
Guerreros timucua.

Vivían en cabañas circulares levantadas sobre palos cubiertos de hojas de palmito. Los poblados estaban rodeados por una estacada, y la casa comunal se hallaba en el centro. Eran sedentarios y semiagricultores, vivían de la caza y de la pesca y de recoger frutas silvestres y raíces de kunti.
Las mujeres llevaban faldillas cortas y el cabello suelto, y los hombres una especie de calzas, tatuajes y un nudo en el pelo. Eran altos, ágiles, buenos alfareros, construían canoas, arcos grandes y mazas de madera.
En cada tribu había clanes con nombres de animales, y los prisioneros de guerra y sus descendientes eran esclavos. Poseían una organización militar bastante desarrollada.
Se les tenía por cazadores de cabelleras, caníbales y polígamos, adoraban al sol, la luna y al gamo. También tenían ceremonias múltiples donde a veces las madres sacrificaban sus hijos al sol. Las tumbas eran sencillas, con un círculo de flechas encima.

## Historia
Eran amigos de los apalachee y enemigos de los creek. Fueron visitados por primera vez por el castellano Ponce de León en 1512. Los franceses hugonotes los visitaron también en 1562, fundando el Fort Caroline (que fue destruido por una expedición al mando de Pedro Menéndez de Avilés) e intentaron evangelizarlos hasta 1563.

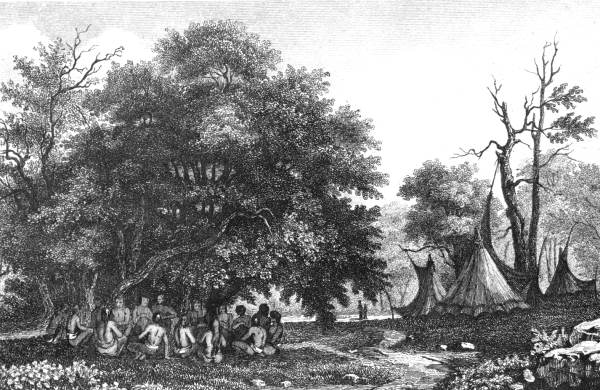
Gente reunida bajo la sombra de un árbol (aproximadamente en 1562). Nótese el anclaje en la construcción de tipis aprovechando las condiciones del territorio. Imagen de la Colección Fotográfica de Florida (Florida Photographic Collection).

Desde 1700 fueron atacados e invadidos por los muskogi y los ingleses de la colonia de Carolina del Sur al mando de James Moore. Para 1707 quienes vivían al norte de San Agustín tuvieron que abandonar sus poblaciones, buscando refugio en torno a ésta. Entre las víctimas se encuentran los Mártires de la Florida, asesinados por motivos religiosos. En 1715 fueron implicados en las guerras de los Yamasi y por esta razón en 1736 los trasladaron al lago Mosquito. Con la pérdida de Florida por España en 1763 los pocos centenares que quedaban marcharon con los españoles a Cuba, y unos pocos restantes se unieron a los seminola.